# アジュマリン
アジュマリン(Ajmaline)は、Ia群の抗不整脈薬である。ブルガダ症候群が疑われる患者のST値の上昇を発見するためにしばしば用いられる。
この化合物は1931年にSalimuzzaman Siddiquiによってインドジャボクの根から初めて単離された。彼はこの物質を、南アジアで最も傑出したユナニー医学の実践者の1人であったHakim Ajmal Khanに因んでアジュマリンと命名した。